# Avis Flugzeug- und Autowerke
Die Avis Flugzeug- und Autowerke GmbH, zuvor Technische Werkstätten GmbH, war ein Hersteller von Automobilen und Flugzeugen aus Österreich.

## Unternehmensgeschichte
Das Unternehmen Technische Werkstätten GmbH wurde am 12. April 1921 in Wien gegründet. Am 15. Juli 1924 erfolgte die Umbenennung in Avis Flugzeug- und Autowerke GmbH. Der Firmensitz war nun in Brunn am Gebirge. 1921 begann die Produktion von Automobilen, entwickelt von Franz Dozekal. Der Markenname lautete Avis. 1928 endete die Automobilproduktion. Ab 1924 entstanden auch Flugzeuge. 1928 oder 1931 wurde das Unternehmen aufgelöst.

## Fahrzeuge
Das Unternehmen stellte den Kleinwagen 4/20 PS her. Für den Antrieb sorgte ein wassergekühlter Zweizylindermotor mit 1095 cm³ mit 88 mm Bohrung und 90 mm Hub. Der Motor leistete 20 PS bei 3000/min. Der Type 5 verfügte über einen größeren Radstand und eine größere Spurbreite als der Type 3. Das Leergewicht lag bei 700 kg bis 800 kg je nach Wahl der  Karosserien, darunter auch ein Coupé de Ville. Damit wurden die Fahrzeuge auch als Taxi eingesetzt. Die Höchstgeschwindigkeit lag bei 80 km/h bei einem Verbrauch von 8,5 Litern auf 100 km.

## Flugzeuge
In dieser ersten neuen Flugzeugfabrik der Republik Österreich entstanden drei Typen von Schul- und Sportflugzeugen, ein Kabinenflugzeug und eine dreimotorige Verkehrsmaschine, bei welcher es sich um das erste österreichische Großflugzeug handelte. Daneben kam es zum Einsatz von gemieteten und gekauften Maschinen von Fokker. Nach dem Einfliegen am Werksflugfeld wurden die Flugzeuge zum Einsatzflugplatz Wien – Aspern transferiert.